# Massimo Giuntini
Massimo Giuntini (Arezzo, 26 dicembre 1965) è un musicista italiano.

## Carriera musicale
Massimo Giuntini inizia a suonare il clarinetto nella banda del suo paese (Subbiano, in provincia di Arezzo) sotto la guida del signor Graziano Rossi, passa poi alla banda di Bibbiena (1978-1979)sotto la guida del Maestro Danilo Sereni.
Nel 1980 Forma il primo gruppo rock, i Goings, dove suonerà il basso elettrico fino al 1984, per lo più interpretano cover rock: Led Zeppelin, Jethro Tull, Yes, Deep Purple, Black Sabbath.
Nel 1986 entra nei Pigheads, cover rock (Pink Floyd, Marillion, Peter Gabriel) e blues (Blues Brothers, Chuck Berry, Little Richard etc.), li lascerà nel 1990.
Nel 1990 compie il primo viaggio in Irlanda, dove conosce i dischi di Davy Spillane e compra un tin whistle. Nel 1991 fonda il gruppo Casa del vento.  Nello stesso anno torna in Irlanda, riportando a casa con sé strumenti, dischi e soprattutto un practice set di uilleann pipes. Comprerà un full set di uilleann pipe l'anno successivo. Tra il 1991 e il 1995 è in tournée con la Casa del Vento.
Nel 1993 suona a Castiglion Fiorentino in compagnia di personaggi famosi: John Renbourn (ex Pentangle), Pierre Bensusan, Craobh Rua. Nel 1994 ad Arezzo forma i Ductia.
Nel 1996 viene chiamato insieme a Francesco Moneti, a far parte dei Modena City Ramblers, con i quali inciderà 2 album Terra e libertà (1997) e Raccolti (1998) e con i quali sarà in tournée fino all'ottobre 1998. Collabora con i Ramblers anche nel disco successivo Fuori campo.
Nel 1997 trova però il tempo di suonare la bombarda ne Il ballo di San Vito mdi Vinicio Capossela e le uilleann pipes per ƒ e nel primo CD dei Ductia e di fare una tournée estiva con gli irlandesi Craobh Rua.
Nel 1999 incide alcuni brani con Alan Roberts ed esce l'album Il ramo d'oro dei Ductia. Suona in concerto con The Chieftains.
Tra il 2000 e il 2002 è ancora con i Modena City Ramblers con i quali incide Radio Rebelde. Sempre nel 2001 registra nell'album Questa parte di mondo di Paola Turci e incide il suo primo CD solista, Celticaravan. Produce artisticamente il primo CD Me Sa Mmiammo Da Veda dei La Tresca. Collabora con il suo vecchio gruppo i La Casa del vento nel disco con Stefano Bellotti 900.
Nel 2001 recita una piccola parte di musicista irlandese in Gangs of New York di Martin Scorsese e suona nel brano tradizionale irlandese Devil Amongst the Tailors nella Colonna sonora.
Lasciati i Modena City Ramblers nel novembre 2002 entra nei Whisky Trail, storico gruppo di musica celtica. Incide, ancora con la Casa del vento, nel disco Il pane e le rose. Nel 2003 incide Blue Planet dei Ductia e il secondo CD solista Indo-European. Produce inoltre il secondo CD de La Tresca, titolo Compagni di strada.
Nel 2004 registra nell'album Controentu di Raffaello Simeoni e nell'album L'oste del diau dei Lou Dalfin. Produce il CD A vision di Rodolfo Montuoro e 60 anni di Resistenza della Casa del vento, oltre a collaborare al loro disco Al di là degli alberi.
Nel 2005 esce il suo terzo album, Ancestral Breath. Nel 2006 partecipa al disco La lunga notte di Stefano Bellotti, che nel frattempo ha lasciato i Modena City Ramblers, e al relativo tour.
Nel 2007 escono tre cd: il quarto dei Ductia intitolato Tuscàntica, nove brani sul Medioevo toscano; Traditional, a nome Massimo Giuntini, una compilation rimasterizzata di brani tradizionali; "Chaosmos" con i Whisky Trail. Nel 2008 produce artisticamente l'album La città degli alberi del gruppo aretino Kabìla, esplorando per la prima volta sonorità arabe e mediorientali. Partecipa inoltre alla registrazione de Il mulo, secondo lavoro discografico di Cisco. Il 2009 inizia con l'uscita del quinto lavoro da solista, intitolato Epica, che verrà portato in giro con un gruppo stabile composto da 5 elementi incluso Massimo.
Nel 2010 esce il secondo cd del gruppo Kabila, dal titolo Oltre noi, prodotto da Giuntini. Nel luglio dello stesso anno esce, per il gruppo Società del chiassobujo, il cd Jacopo Bordoni muratore poeta ribelle. Si tratta della messa in musica delle poesie di Jacopo Bordoni, muratore di Poppi vissuto a cavallo tra il 1800 e il 1900, che per passione anarchica scriveva  poesie rimaste per decenni in alcune raccolte conservate nella Biblioteca Rilliana di Poppi. Partecipa inoltre alla registrazione del cd Incontro del gruppo Vallesanta Corde, gruppo tedesco residente nelle montagne del Casentino che suona musica etnica a base klezmer.
L'anno 2011 vede l'uscita di un nuovo lavoro solista firmato da Massimo e dall'amico Raffaello Simeoni, fondatore ed ex cantante dei Novalia. Il cd esce per AI-Music e si intitola Terre in vista. Si tratta del compimento di un'idea generata dieci anni prima, quando i due si sono conosciuti in quel di Roma in uno spettacolo, e quando fu immediatamente chiara la vicinanza artistica dei due musicisti nonostante la lontananza (solo apparente) del loro repertorio. Dieci pezzi originali un po' celtici un po' italiani, comunque (o forse proprio per questo) originali.
C'è anche il tempo per partecipare al disco del gruppo InChanto intitolato Le stanza di ambra, come ospite.
Nel 2012 l'inverno passa piuttosto fiacco, se si esclude la registrazione del secondo album di Fabio Puglia, intitolato La molle Luna. Nel mese di giugno, in procinto di organizzare i concerti estivi, Massimo trova il tempo per registrare, anche se in condizioni un po' precarie, il cd d'esordio dei Taberna Vinaria, gruppo nato da una costola dei La Tresca (due elementi fanno parte di entrambi i gruppi), intitolato Il ponte del diavolo. Il CD è un insolito mèlange di rock, musica folk e musica medievale che risulta subito originale e ottiene un buon riscontro. Inoltre arricchisce con i suoi strumenti  Nana's Lullabyes dei Whisky Trail, una compilation di ninnananne di ogni parte del mondo.
La presenza di Massimo è poi richiesta nel cd del gruppo Zampognorchestra, cinque zampogne che si dedicano ad un repertorio davvero eclettico, che passa da brani originali alla musica classica fino addirittura al rock dei The Rolling Stones, sempre suonando cinque zampogne; un cd davvero divertente dove Massimo è ospitato in un brano dal titolo Nobord.
Massimo torna sulla piazza nel marzo 2013 con diversi concerti e con un nuovo album, chiamato Promises. Per la prima volta appare il suono del pianoforte nella produzione solistica di Massimo: l'album suona come la summa del suo lavoro, includendo anche la passata esperienza dei Ductia. Subito dopo si dedica alla produzione del nuovo album dei Kabila, intitolato "Yallah!", che vede la partecipazione di Raffaello Simeoni quale direttore musicale per le voci di Emad Shuman e Mirko Speranzi, nonché gli interventi di Andrea Chimenti alla voce recitante e di Gabin Dabire nel brano Due stelle. Il cd avrà ottime recensioni in tutte le testate specializzate. Nel frattempo l'estate passa molto laboriosa, con molti bei concerti in tutta Italia, tra cui il ritorno alla collaborazione con Cisco verso la fine dell'anno. Esce anche un nuovo album dei Whisky Trail dal titolo "Celtic Fragments".
Il 2014 passa all'insegna delle collaborazioni con altri artisti sul palco: da Cisco (col quale verranno fuori diversi concerti) ai ragazzi de La Tresca, insieme a Massimo sul palco del Tarvisium Festival di Treviso, a Vincenzo Zitello in un concerto a Bolbeno. Nel mese di settembre Massimo incontra dopo più di dieci anni il cantante sudafricano Roger Lucey, a casa dell'amico comune Luca Lanzi della Casa del vento. Quella bella serata tra amici diventa il presupposto per la nascita di un'ulteriore collaborazione, stavolta addirittura dall'altra parte del mondo: Roger Lucey fornirà un brano per il nuovo cd di Massimo e Massimo suonerà nel nuovo cd di Roger, il tutto tramite Internet e nei rispettivi studi di registrazione.
Nel 2015 esce l'autobiografia intitolata Un toscano in Irlanda - la mia strana vita con una cornamusa: un libro dove Massimo racconta i suoi primi vent'anni di carriera descrivendo molti episodi "buffi" o quantomeno insoliti che gli sono capitati stando in giro; vuol essere soprattutto un gioco, teso a ridimensionare la figura del musicista famoso o no che sia, ed ha un buon riscontro di critica. Viene pubblicato da Editrice Zona e distribuito in tutto il paese. L'autore gira anche un po' l'Italia per presentarlo in contesti più o meno usuali quali festival musicali, ma anche librerie vere e proprie.
Ad Aprile esce il cd di Roger Lucey intitolato Now is the Time, con una massiccia partecipazione da parte di Massimo in diversi pezzi e con molti strumenti. L'album riveste idealmente una grande importanza, visto che Roger, trent'anni prima e più, aveva visto compromessa la sua carriera musicale dalla censura del regime dell'apartheid, e solo nel 2015 è riuscito infine a pubblicare un album a suo nome, il primo in tutti questi anni!
Due mesi dopo, il 26 giugno, esce l'album Trecetosessanta, dove per la prima volta appaiono cinque brani cantati da cinque cantanti: PEATA BEAG DO MHATHAIR cantato da Marcello de Dominicis; il brano Ora lo so cantato da Cisco; la ballata Soglia d'inverno interpretata da Andrea Chimenti; la delicata Indaco scritta con Raffaello Simeoni; la ballata irish/country Say Goodbye, scritta ed interpretata da Roger Lucey.
Il resto dell'album vede come sempre sei brani strumentali, stavolta più orientati verso suoni e ritmi jazz mescolati alle consuete strutture della musica celtica, e viene sostenuto da una discreta attività live in giro per l'Italia.
Da segnalare inoltre la partecipazione al nuovo album di Giuseppe "Spedino" Moffa intitolato Terribilmente démodé , dove. Massimo partecipa alla realizzazione del brano All'acque all'acque.  Esce anche un lavoro dei Whisky Trail, ispirato alla tradizione classica italiana, dal titolo "Concerto", in cui i brani vengono concepiti come veri e propri movimenti del concerto classico: "Andante", "Adagio", "Presto", "Moderato".
L'anno 2016 inizia con la partecipazione di Massimo col suo gruppo al 6 nazioni di rugby, allo Stadio Olimpico di Roma, prima dell'incontro Italia Scozia, e segna un'importante novità: l'inizio della collaborazione con l'editore musicale Charlie Marchino, curatore della musica per la casa di produzione televisiva Magnolia; a partire dall'autunno diverse musiche di Massimo vanno a finire in programmi televisivi importanti. A giugno, intanto, ecco una vera rimpatriata doc: un album nuovo di zecca con una formazione composta da Cisco Bellotti, Giovanni Rubbiani, Alberto Cottica e Massimo Giuntini, con la produzione di Kaba Cavazzuti. In pratica buona parte del vecchio nucleo dei Modena City Ramblers. Il progetto esce con il nome I DINOSAURI, e vede l'uscita dell'album prevista per il 28 ottobre, con un tour che avrà luogo nei mesi di Febbraio e Marzo 2017.
Il 2017 vede l'uscita di un altro album connesso col Sudafrica: si tratta di TELLING TALES , della cantautrice Caroline Blundell. Caroline è la sorella di Jonny Blundell, produttore dell'album di Roger Lucey, e  cantautrice folk. Massimo aggiunge i suoi strumenti con piacere per un  lavoro di sapore country folk, registrato e suonato benissimo. Subito dopo vede finalmente la luce il nuovo cd del cantautore FABIO PUGLIA, registrato alcuni anni prima e mai pubblicato fino ad oggi, dal titolo LA MOLLE LUNA, prodotto da Massimo insieme a molti amici musicisti tra cui Andrea Nocentini, Fabio Roveri e Andreas Petermann dei Vallesanta Corde.
Va inoltre in scena il tour de I Dinosauri, sia in veste invernale nei mesi di febbraio e marzo che in quella estiva, nel mese di luglio. 
Nel 2018 esce un lavoro solista dal titolo THE WHITE WOLF.  Si tratta di 9 brani che costituiscono la colonna sonora di documentari girati da Luigi Giusti, riguardanti la caccia di selezione e trasmessi sulla piattaforma tematica di Sky. Gli arrangiamenti sono più ricchi del solito: fa la sua comparsa una vera e propria orchestra.
Nel 2020 esce THE LONELY SUNFLOWER, che segna un ritorno verso ambienti più vicini alla tradizione irlandese, seppur come sempre arricchita nei suoni e negli arrangiamenti, per l'etichetta RADICIMUSIC. Inizia inoltre a collaborare col gruppo tradizionale WILLOS, di base in Toscana e composto da musicisti italiani ed irlandesi. La pandemia di Covid 19 rallenterà l'attività nell'anno 2020, durante il quale da ricordare la partecipazione a FOLKEST con Silvio Trotta, primi passi di una collaborazione che porterà a ottimi risultati l'anno successivo.
Nel 2021 esce infatti LIBEROARBITRIO, lavoro scritto a 4 mani con Silvio Trotta, 9 brani di varia estrazione arrangiati in chiave  contemporanea. L'album vede la partecipazione di DAVID HOPI HOPKINS, percussionista nordirlandese da anni residente in Bretagna e figura centrale di band importanti quali BARZAZ, BLEIZI RUZ.  L'estate del 2021 si rivela essere molto laboriosa con WILLOS molto attivi, con molti concerti che vedono anche la partecipazione della violinista americana ATHENA TERGIS, ma non mancano anche serate insieme a Silvio e questa nuova creazione.  Nell'autunno 2021 iniziano le registrazioni di un album con WILLOS, album che esce nel 2022 col titolo FROM NOW ON ed ottiene immediati riscontri molto positivi in Italia, ma anche all'estero. L'album ottiene molte programmazioni nelle radio internet di oltreoceano e anche in Gran Bretagna.
Nel 2022 e 2023 si intensifica l'attività live dei WILLOS', con degli episodi anche all'estero, precisamente in Olanda (CASTLEFEST), Francia, Svizzera e Spagna (FESTIBALMES).
Il 2024 vede la partecipazione al tour celebrativo per il trentennale del primo album del Modena City Ramblers, RIPORTANDO TUTTO A CASA, insieme con molti membri originali della prima formazione del celebrato gruppo emiliano.  Il tour riscoute un grande successo e verrà prorogato ed allargato a tutto il 2025. Sempre nel 2025 esce il nuovo album del gruppo Willos', intitolato ONE FOR THE ROAD.

## Discografia Solista
- 2001 Celticaravan
- 2003 Indoeurepean
- 2005 Ancestral Breath
- 2007 Traditional
- 2009  Epica
- 2011  Terre in vista (con Raffaello Simeoni)
- 2013  Promises
- 2015 Trecentosessanta
- 2018  The White Wolf
- 2020  The LonelySunflower
- 2021  LiberoArbitrio (con Silvio Trotta)
- 2023  Invincible

### DUCTIA
- 1997 Ductia
- 1999 Il ramo d'oro
- 2000 Corpo di guerra (compilation dove partecipano con due pezzi cantati da Maria Pia Teti)
- 2003 Blue Planet
- 2007 Tuscàntica

- MODENA CITY RAMBLERS

- 1997 Terra e libertà
- 1998 Raccolti
- 1999 Fuori campo: suona uilleann pipes in Con i piedi per terra; bouzouki in Suad e Movimento
- 2001 Radio Rebelde
- 2004 ¡Viva la vida, muera la muerte!: suona uilleann pipes in Altri mondi
- 2005 Appunti partigiani: suona uilleann pipes in Oltre il ponte, Auschwitz, Il sentiero dei nidi di ragno, Pietà l'è morta, Bouzouki in Al Dievel

### Whisky Trail
- 2007 "Chaosmos"
- 2008 "San Frediano - Un irlandese a Firenze (live)"
- 2010 "Beginnings"
- 2012 "Nana's Lullabyes"
- 2013 "Celtic Fragments"
- 2015 "Concerto"
- Willos'
- 2022  From Now On
- 2025  One For The Road

### Partecipazioni
- 1996 Controdanza di Mazapegul: suona bombarda, uilleann pipes.
- 1997 Il ballo di San Vito di Vinicio Capossela: suona bombarda
- 1998 Giornata storica di Paola & Chiara: suona uilleann pipes
- 1998 Piccolo Canto Nomade dei Mazapegul: suona uilleann pipes e bombarda
- 1999 Alan Roberts
- 2001 Novecento della Casa del vento: suona uilleann pipes in Pioggia nera e Inis Mór; clarino in Novecento; low whistle in A las barricadas, Inishmore e La notte di San Severo
- 2001 Questa parte di mondo di Paola Turci: suona le uilleann pipes in Questa parte di mondo
- 2001 Me sa Mmianno da Veda dei La Tresca: suona bouzouki, tin whistle, banjo, uilleann pipes, charango, mandolino
- 2001 – Voci e suoni d'Irlanda (I Teatri di Reggio Emilia), con Franco D'Aniello e Alberto Bertoni
- 2002 Il pane e le rose della Casa del vento: suona uilleann pipes in Figli della montagna; bouzuki in Vento dell'odio; clarino in Terra nella terra e Zigani orkestar; charango in Hermanos, hermanos
- 2003 Compagni di strada dei La Tresca: suona bouzouki, tin whistle, low whistle, bombarda, banjo, uilleann pipes, tastiera e programmazioni, musiche  La leggenda di San Giorgio e il drago,  il Re … Mix,  Compagni di strada,  Il re dei sogni
- 2003 Pratomagno social club di La Banda Improvvisa: suona bombarda in Circe e Tarantella Gitana (è sua la voce che si sente nel finale del brano)
- 2004 Controentu di Raffaello Simeoni
- 2004 Al di là degli alberi della Casa del Vento: suona uilleann pipes in La canzone del maggio; bouzuki in Almirè e le nuvole; charango in Plaza de Mayo
- 2004 L'oste del diau dei Lou Dalfin
- 2004 ' 'compilation "Llapanchik", un brano: Another road
- 2005 All'attacco dei Mortimer Mc Grave: uilleann pipes e voce
- 2006 La lunga notte di Cisco: suona uilleann pipes in Venite a vedere, Terra Rossa e Zelig; bouzuki in Come se il mondo, La lunga notte, Il prigioniero, Best, Diamanti e carbone e Sister of Mercy; low whistle in La lunga notte, Terra Rossa e Eroi, supereroi; charango in La lunga notte; basso in Il prigioniero, Venite a vedere, Best, Tina e Latinoamericana
- 2006  Il grande niente della Casa del Vento: suona cornamusa irlandese in Alla fine della terra
- 2006  Compilation "Soffi d'ancia", un brano: The Monastry
- 2011  Incontro del gruppo Vallesanta Corde
- 2011  Le stanze di Ambra del gruppo toscano InChanto: suona uillean pipes in "Notturno d'acque" e "Le stanze di Ambra" e Tin whistle in "Le stanze di Ambra"
- 2012  Bag to the future del gruppo Zampognorchestra
- 2015 Terribilmente Démodé di Giuseppe Mffa
- 2015 Now is the time di Roger Lucey
- 2016 I Dinosauri de I Dinosauri
- 2016 Telling Tales di Caroline Blundell
- 2024 Riportando tutto a casa live di CISCO

### Produttore artistico
- 2001 Me sa mmianno da Veda de La Tresca
- 2003 Compagni di strada de La Tresca
- 2004 60 anni di resistenza de la Casa del Vento
- 2004 A Vision di Rodolfo Montuoro
- 2006 Le quattro possibilità della pioggia di Fabio Puglia
- 2007 Cinquemila anni de La Tresca
- 2008 "La città degli alberi" dei Kabila
- 2009 Un brano inedito nel cd live Lasciare libero il passo del gruppo La Tresca, scritto dal cantautore sudamericano Leon Gieco dal titolo Sólo le pido a Dios
- 2010  Oltre noi del gruppo Kabila
- 2010  Jacopo Bordini muratore poeta ribelle" del gruppo Società del Chiassobujo
- 2012 Il Ponte del Diavolo del gruppo Taberna Vinaria
- 2013 Yallah! del gruppo Kabila
- 2017 La molle luna di Fabio Puglia